# Валар
Ва́лар (кв. Valar, то есть «Власти»; ед. ч. Ва́ла) — в легендариуме Джона Р. Р. Толкина пятнадцать могущественных Айнур, сошедших из Чертогов Безвременья в Эа, чтобы обустроить мир Арды согласно замыслу Эру Илуватара в качестве обители для Детей Илуватара — эльфов и людей. Когда Мелькор восстал против Эру, он стал первым Тёмным Властелином и был исключён из числа Валар.

## Способности и иерархия
Согласно воззрениям Толкина, по своим функциям Валар аналогичны христианским архангелам и (с оговорками) языческим богам. Каждый из Валар вложился в тот или иной компонент Арды в соответствии с заложенными в них Илуватаром способностями и темами, которые они пели в Музыке Айнур под Его руководством. У всех Валар есть привязанность ко всем свободным народам Средиземья, а некоторым из них они покровительствуют напрямую.
Войдя в сотворённый мир, Валар стали его неотъемлемой частью, и поэтому не смогут покинуть Арду, пока та существует. Согласно «Айнулиндалэ», «одно условие поставил перед ними Илуватар, а может — таково неизбежное следствие их любви: их власть и сила отныне должны быть заключены и связаны в пределах Мира, и пребывать им там вовеки до тех пор, пока не завершится его история, так что в них — жизнь Мира, а Мир — их жизнь. И с тех пор именуются они Валар, Власти Мира».
Ранее Илуватар представил Айнур зримое, материальное воплощение исполненной ими Великой Музыки — «и предстал перед ними новый, ставший видимым Мир, и покоилась сфера Мира среди Пустоты, и Пустота поддерживала его». Перед Айнур затем развернулась вся дальнейшая история этого Мира, в котором оказались воплощены и основная тема, заданная Илуватаром, и те помыслы и вариации, которые добавляли сами Айнур, — включая тайные помышления Мелькора. Именно в этот момент они впервые узрели предстояший приход Детей Илуватара — эльфов и людей, ибо Дети Илуватара задуманы были самим Илуватаром, и явились они в третьей теме Великой Музыки, а в той теме, что задал Илуватар с самого начала, их не было, и никто из Айнур не причастен к их созданию. Но даже сейчас Илуватар не показал Айнур начала Владычества Людей и заката Перворождённых — они не увидели зримо ни воплощения поздних эпох, ни конца Мира.
По завершении Первой Эпохи Валар не вмешиваются в ход событий напрямую. Кроме того, им неподвластно создание разумных существ. Так, попытка Валы Аулэ создать гномов закончилась неудачно и потребовала прямого вмешательства Эру Илуватара.
Существуют семь Владык и семь Королев Валар, последних именуют Ва́лиэр (кв. Valier; ед. ч. Ва́лиэ). Восемь наиболее могущественных Валар и Валиэр — Манвэ, Варда, Улмо, Аулэ, Йаванна, Оромэ, Намо и Ниэнна — именуются А́ратар (кв. Aratar; то есть «Превозносимые»). Прочие Айнур, также сошедшие в Арду, но не причисленные к сонму Валар, входят в свиту одного или одной из них в качестве помощников и называются Ма́йар (кв. Maiar; ед. ч. Ма́йа).
У Валар существуют брачные союзы и родственные отношения. Например, Манвэ и Варда являются супругами, Мелькор и Манвэ — братьями, а Ниэнна — сестрой Намо и Ирмо. Валар сотворены Эру Илуватаром, и их браки и семейное родство проистекают из Его мыслей, указывая на духовную или функциональную связь в Арде. Деторождение среди Валар (в качестве детей — Майар) упоминается в ранних текстах Толкина (в частности, «Утраченных сказаниях»), но в более поздних версиях писатель отказался от этой идеи, и «отношения» следует понимать в сугубо духовном смысле. Единственное исключение — майа Мелиан, которая, будучи супругой короля эльфов Белерианда Элу Тингола, родила дочь Лютиэн.
Валар и Майар обладают способностью силой своего разума принимать вещественный облик. Чаще всего они принимали антропоморфный облик, но могли принять и любой другой, отвечающий их желаниям. Кроме того, при неблагоразумном расходовании сил Валар способны растратить их и деградировать в бессильное состояние, «прикрепившись» к физическому телу, что в конце концов и случилось с Мелькором.

## Владыки Валар

### Манвэ
Манвэ, Владыка ветров — самый близкий к Эру Илуватару, ему было предназначено стать первым из Королей, владыкой королевства Арды и повелителем всего, что живёт в ней. Манвэ в переводе с квенья значит «благословенный», а титул Сулимо — «воздушный». Брат Мелькора и супруг Варды. Стихия Манвэ — воздух, ветер и облака, все воздушные пределы, он повелевает птицами и покровительствует поэтам. Гигантские орлы во главе с их владыкой Торондором находятся у него на службе.
Из эльфов более всех любит он ваниар; от него ваниар получили песни и искусство стихосложения. Одеяния Манвэ синего цвета, и во взгляде горит синий огонь; скипетр же его, сработанный нолдор, сделан из сапфира.
Чертоги Манвэ и Варды находятся в Ильмарине, над линией вечных снегов, на горе Таникветиль, самой высокой из всех гор Арды. В мире Арды эта гора занимает то же место, что и Олимп в древнегреческой мифологии.

### Улмо
Повелитель (или владыка) океанов.  Реже принимает плотский облик, чем другие Айнур, и не любит ходить по Земле. От начала сотворения Арды обитает во Внешнем океане. Отсюда он повелевает движением всех земных вод, приливами и отливами, течением рек и пополнением родников, и дождями, и росами. В глубинах задумывает он музыку великую и могучую, и эхо той музыки струится во всех водных жилах мира.
Образ жизни

В отличие от большинства Валар, Улмо одинок. Он нигде не живёт подолгу, предпочитая странствовать по всем глубинам на земле и под землёй. Улмо не любит приходить в Валинор и участвовать в советах Валар, если только они не созываются по очень важным причинам. По временам он невидимо приходит к берегам Средиземья или по заливам углубляется далеко в пределы суши и трубит там в свой большой рог, Улумури. Но чаще всего Улмо говорит с жителями Средиземья голосами вод, журчанием подвластных ему ручьёв и водопадов, звуками прибоя.
Взаимоотношения с Валар и народами Средиземья

По могуществу Улмо уступает только Манвэ и Мелькору. С начала времён Улмо был другом Манвэ, но так как их призвания в Арде были разными, они не могли часто встречаться. Отношения двух Валар укрепились после того, как однажды Эру Илуватар указал Улмо на близость воды и воздуха в туманах и облаках. В лице Улмо Моргот приобрёл могущественного врага и всегда ненавидел его, потому что мечтал властвовать над водой, извратить и ухудшить её, но никак не мог этого сделать: замораживая воду, он получал прекрасный прозрачный лёд, испаряя — величественные облака — таким образом, пытаясь испортить воду, как испортил многое другое в Арде, Моргот лишь сыграл на руку Улмо.
Особым его покровительством были одарены эльфы-тэлери, жившие в Альквалондэ, а также род Хадора и дом Финголфина.
Улмо — единственный из Валар, кто не оставлял нолдор и не отказывал им в помощи даже после их возвращения в Средиземье. Особенно покровительствовал он нолдор под властью Тургона в городе Гондолине. Так, именно Улмо спас эльфа Воронвэ от гнева Оссэ — одного из Майар своей свиты. Он же, представ перед Туором, повелел ему сообщить Тургону об опасности и скором падении Гондолина. Кроме того, Улмо чудесным образом спас от гибели в волнах жену Эарендила — Эльвинг, превратив её в чайку и позволив вместе с Сильмариллом добраться до находящегося в плавании мужа.
Облик

Явление Улмо величественно и ужасно. Он подобен огромной волне, что вздымается из глубин океана в шлеме с пенным султаном и в кольчуге, мерцающей серебром и морской зеленью. Голос Улмо глубок, как глубины океана. Эльфы говорят, что дух Улмо течёт во всех жилах Земли, поскольку все моря, озера, реки, ручьи и родники подвластны ему.

### Аулэ
А́улэ (кв. Aule) — великий кузнец, владыка земной тверди, гор и металлов. Валиэ Йаванна приходится ему супругой.
Когда Валар обустраивали Арду, Аулэ занимался созданием континентов, горных пород и морских бассейнов. Как самый искусный среди Валар, он также сработал Великие Светильники, корабли для Солнца и Луны и магическую цепь, сковавшую Мелькора.
Мелькор ревниво относился к Аулэ, ибо Аулэ более других был схож с ним и в помыслах, и в могуществе. В течение бессчётных веков Мелькор или сокрушал, или портил плоды трудов Аулэ, а Аулэ укрощал хаос и восстанавливал разрушения, причинённые Мелькором.
Не выдержав мук ожидания прихода Детей Илуватара, Аулэ осмелился создать новую расу — гномов, унаследовавших от него любовь к земле и ремеслу, и даже разработал для них язык. Но вскоре ему явился Эру Илуватар, обративший его внимание на то, что творения Аулэ не обладают свободой воли, поскольку не имеют души, которую мог даровать исключительно Он, Илуватар. Аулэ раскаялся в непокорности и, сочтя гномов насмешкой над Творением, замахнулся молотом над своими «детьми», чтобы уничтожить их. Но, к его удивлению, гномы пали перед ним на колени, моля о пощаде. Эру даровал гномам душу, а вместе с ней и свободу воли, приняв их как приёмных детей в награду за смирение и трудолюбие Аулэ и сделав их частью Музыки Айнур. Тем не менее, по воле Эру гномам надлежало спать до того дня, пока в Средиземье не пробудятся перворождённые эльфы.
Когда эльдар наконец-то прибыли в Аман, больше всех Аулэ полюбил народ нолдор, которые стремились к великим знаниям и мастерству, и поэтому взял их в себе в ученики, заслужив прозвище Друг Нолдор. Впоследствии Аулэ прозрел величайшего из эльдар в Фэаноре, когда тот был ещё ребёнком, и говорил, что его непревзойдённые таланты исходят напрямую от Эру. Феанор и его сыновья были частыми гостями в чертогах Аулэ и многому у него обучились.
После восстания под предводительством Феанора, его обвинений против Валар и бегства нолдор из Амана, Аулэ отвратился от них, считая неблагодарными за то, что они не простились с тем, кто обучил их стольким вещам, а братоубийственная резня в Алквалондэ опечалила Аулэ до глубины души. Хотя, как и прежде, он одаривал своей любовью и покровительством немногих оставшихся в Валиноре нолдор, с тех пор называл их просто «эльдар».
В конце мира, после Дагор Дагорат, Аулэ и гномы (которых Эру причислит к своим Детям), вместе будут воссоздавать Арду ещё более прекрасной.
Имя «Аулэ» в переводе с квэнья означает «изобретение», на валарине (языке Валар) оно звучит как Aȝūlēz, а на синдарине — Óli. Титул Аулэ, данный ему нолдор, — На́ватар (англ. Návatar), то есть Отец Гномов (англ. Dwarf-father), а сами гномы называют его Ма́хал (англ. Mahal), то есть «Создатель», а эдайн и нуменорцы — Та́мар (англ. Tamar), то есть «Кузнец».

### Оромэ
Оромэ (англ. Oromë, в переводе с квэнья «Трубящий в рог»), Владыка лесов — супруг Ваны. Оромэ был последним из Валар, кто в Предначальную Эпоху покинул Средиземье, чтобы поселиться в Амане. Но и после этого он объезжал Средиземье на своём гигантском скакуне Нахаре, охотясь на приспешников Мелькора. Во время одной из таких поездок на берегу озера Куивиэнен обнаружил эльфов, которых повёл затем в Аман.
Звук его рога Валаромы, как гласит «Валаквента», подобен рассвету или молнии.
На квэнья Оромэ зовётся также Алдарон («Владыка деревьев»), на синдарине — Таурон («Владыка лесов») за свою любовь к лесам и деревьям. На синдарине имя Оромэ звучит как Арау, на языке роххирим — Бэма. Рохиррим почитают Оромэ как божество; самого короля Теодена, который провёл свою кавалерию в тыл армии Короля-Колдуна в битве на Пелленорских полях, сравнивают с Оромэ в битве Валар.

### Мандос
Один из Фэантури, повелителей духов. Хранитель Чертогов умерших. Настоящее его имя было Намо; как Мандос он был известен по названию места его обитания (Чертоги Мандоса) в Валиноре. Чертоги Мандоса располагались на северных берегах Валинора. Это место, куда отправляются души убитых эльфов и, по гномьим преданиям, гномов. Знает судьбу Арды, но открывает её лишь по повелению Манвэ. Брат Ирмо.

### Ирмо
Один из Фэантури, повелителей духов. Владыка снов, видений и грёз, известный также как Лориэн, по названию места его обитания (Сады Лориэна) в Валиноре. Это самые прекрасные места в мире, и там обретается множество духов. Брат Мандоса.

### Тулкас
Воитель, самый сильный, но в то же время не самый могущественный из Валар. Супруг Нэссы. Обычное настроение Тулкаса — веселье. Его прозвище — Астальдо Доблестный. Он пришёл в Арду последним — помочь Валар в первой битве с Мелькором. Ему доставляет удовольствие борьба и другие состязания в силе, и он не ездит верхом, ибо в беге его не обгонит никто и ничто, и не ведает он усталости.

## Владычицы Валар

### Варда
Варда Элента́ри (Эльберет, Гильтониэль) — Владычица звёзд, супруга Манвэ. Их чертоги расположены на вершине Тани́кветиль, высочайшей из гор земли. Из всех Великих эльфы больше всего любят и чтят Варду (Элента́ри означает «королева звёзд» на языке квэнья, «Эльберет» — от «эль» и «берет» — «владычица звёзд» на языке синдарин).

### Йаванна
Йаванна Кемента́ри, «Дарящая Плоды» — супруга Аулэ. (Кемента́ри — «владычица земли» на квэнья). Она покровительствует всему, что растёт на Земле. По значению среди Королев Валар Йаванна идет следом за Вардой. В образе женщины предстаёт она высокой, в зелёных одеждах; но порой принимает и другие обличья.
Когда она узнала, что Эру помог Аулэ создать гномов, то увидела их потребность в дереве и мясе и захотела защитить самых беззащитных — растения. Она спросила совета у Манвэ, и тот, услышав волю Илуватара, сказал ей, что у них будут защитники. Так появились энты.

### Ниэнна
Ниэнна, Владычица печали, Плакальщица — сестра Ирмо Лориэна и Намо Мандоса. Ей ведомо страдание, она оплакивает раны, все до единой, что нанес Арде Мелькор. Те, кто внимают ей, учатся жалости, стойкости и надежде. Её чертоги — на крайнем западе Западных земель, у самых границ мира, и редко приходит она в город Валимар, где все счастливы и довольны. Часто гостит она в чертогах Мандоса.

### Эстэ
Эстэ, Целительница — избавляющая от ран и печалей, супруга Ирмо. Носит серые одежды. Днём она не выходит, но почиет на острове озера Лореллин, в тени деревьев. Все, живущие в Валиноре, черпают в источниках Ирмо и Эстэ новые силы; нередко и сами Валар приходят в Лориэн и находят там покой и отдохновение от забот Арды.

### Вайрэ
Вайрэ, «Ткачиха» — запечатлевающая в своих гобеленах судьбы Арды, всё, что когда-либо происходило, супруга Намо. Её гобеленами завешаны Чертоги Мандоса, что с ходом веков делаются всё шире и просторнее.

### Вана
Вана, «Вечно юная» — жена Оромэ, младшая сестра Йаванны. Когда ступает она по земле, повсюду вырастают цветы и раскрывают лепестки под её взглядом; и все птицы встречают её приход песней.

### Нэсса
Нэсса, «Резвая» — жена Тулкаса и сестра Оромэ. Была выдающейся танцовщицей и считалась покровительницей танца у Детей Илуватара. Как и Оромэ, так же быстра и легконога, стремительна, как стрела, — и волосы её струятся по ветру.
Профессор английской литературы в Портлендском государственном университете Марджери Бёрнс считала её вариацией образа охотницы-девственницы и проводила параллели между образом Нэссы и великанши Скади из скандинавской мифологии, тоже вышедшей замуж за бога.
В «Книге утраченных сказаний» Толкина родителями Нэссы и её брата Оромэ названы Аулэ и Йаванна Палуриэн. В дополнениях к «Анналам Валинора» Нэсса названа дочерью Йаванны (первоначально в «Квэнте» Нэсса названа дочерью Ваны, но позже это было вычеркнуто Толкином); как оказалось впоследствии, Оромэ был сыном Йаванны, но не Аулэ. В «Сильмариллионе» Оромэ и Нэсса тоже названы братом и сестрой, хотя родители их уже не указываются.

## Мелькор
Чёрный Враг Мира Мелькор, брат Манвэ, изначально был самым могущественным из Айнур (и, соответственно, из Валар). Эру Илуватар дал Мелькору большие силы и знания, которыми он не уступал никому из прочих Валар. Однако он противопоставил воле Илуватара свою, за что не считается более в числе прочих Валар. После падения стал известен под именем Моргот, которое ему дал Феанор.
По рассказам первых эльфов, всадник на коне (на самом деле это был Мелькор в образе Оромэ) забирал эльфов, ушедших далеко в лес, а позже из них с помощью тёмной магии и пыток создал орков.
В насмешку над древоподобными энтами — стражами леса, Мелькор создал троллей, живущих во тьме и больше имевших родство с камнем.